# Cuarta República francesa
La Cuarta República francesa se desarrolló en Francia entre 1946 y 1958. En muchos sentidos fue una reedición de la Tercera República, que existió después de la Segunda Guerra Mundial y padeció muchos de los mismos problemas, como la breve duración de los gobiernos, que complicó el desarrollo de políticas públicas. Francia adoptó la Constitución de la IV República el 13 de octubre de 1946, repitiendo el esquema heredado de la Tercera República: un presidente con poco poder político y un primer ministro en quien se concentraba el mando directo, junto con un parlamento capaz de retirar la confianza en el primer ministro de manera muy sencilla, con el fin de controlar sus funciones.
Se hicieron algunos intentos para reforzar al Ejecutivo y evitar la situación de inestabilidad que se produjo antes de la guerra, pero la inestabilidad continuó precisamente por el temor de los parlamentarios franceses a una presidencia demasiado fuerte, y la Cuarta República vio frecuentes cambios de gobierno entre 1946 y 1958, llegando casi a tener un primer ministro diferente cada año.
Robert Schuman fue presidente del Consejo en 1947 como miembro del Mouvement Républicain Populaire (MRP), después ministro de Finanzas, ministro de Justicia y ministro de Asuntos Exteriores (1948-1952), cargo que lo llevó a ser el mayor negociador francés de los tratados firmados entre el final de la Segunda Guerra Mundial y el principio de la Guerra Fría, (Consejo de Europa, OTAN, CECA, etc).
El 9 de mayo de 1950, Schuman se dirigió a más de doscientos periodistas para presentar una declaración preparada junto a Jean Monnet, que es considerado como la primera propuesta oficial para la construcción de una Europa integrada y que se conoce a partir de esa fecha como la Declaración Schuman.
Aunque la Cuarta República estuvo marcada por un gran crecimiento económico y una sustancial mejora en el nivel de vida de la población, el régimen se recuerda sobre todo por la fracasada defensa de dos de las colonias francesas: Indochina y Argelia. La alternancia de primeros ministros ocurría además entre líderes de muy diferentes partidos, desde los radicales herederos de la Tercera República, hasta los exluchadores de la resistencia del MRP, inclusive entran al Gobierno socialistas de la SFIO y la UDSR, dedicándose estos grupos a emitir alternativamente votos de censura para eliminarse del gobierno entre sí. El ineficaz sistema continuó desde 1946 pero sin mucha convicción la primera guerra de Indochina hasta su derrota decisiva en Dien Bien Phu en 1954, lo cual trajo un armisticio firmado por el gobierno de Pierre Mendès-France en el cual se reconocía de hecho la independencia total de Vietnam. El fracaso francés en Indochina generó otro inmediato cambio de gobierno cuando el parlamento francés emitió un voto de censura contra Mendès-France, aumentando la inestabilidad.
La rebelión en Argelia empezó poco después de la independencia indochina. El Gobierno francés tuvo un éxito inicial y consiguió controlarla, pero los métodos de tortura utilizados por los militares franceses y las fuerzas de seguridad causaron un tremendo escándalo al hacerse públicos en la metrópoli. Los problemas de inestabilidad e ineficacia de la Cuarta República llegaron a su cima en 1958, cuando el gobierno en París sugirió repentinamente que quería negociar con los nacionalistas argelinos para llegar a un acuerdo que terminase la rebelión, alternativa que desagradaba profundamente a los pieds-noirs (franceses residentes en Argelia) y al propio Ejército francés. 
En la llamada Crisis de Mayo, algunos elementos derechistas del ejército, dirigidos por el general Jacques Massu tomaron el poder en Argel y amenazaron con un ataque de tropas paracaidistas sobre París a no ser que Charles de Gaulle, el héroe de la Segunda Guerra Mundial, se pusiera al frente de la República.
La opinión popular no mostraba simpatía masiva hacia De Gaulle, pero tampoco ansiaba prolongar una «legalidad republicana» ineficiente; la clase política rechazó tajantemente la exigencia de los golpistas de Argelia, pero pronto se plegaron a sus deseos ante el apoyo del ejército metropolitano a De Gaulle y la indiferencia mayoritaria de la población civil hacia la suerte de la Cuarta República. De Gaulle aceptó la investidura de jefe de Gobierno pero con la condición de que se aprobase una nueva constitución que creara una poderosa presidencia. Una vez más, el parlamento francés debió ceder a esta presión, ante la amenaza de una rebelión militar masiva, y cuando se realizaron estos cambios nació la Quinta República.

## Posguerra: fin de la Tercera República

### Situación política inicial
La posguerra comenzó con un deseo mayoritario de renovación política, favorecida por el vacío político y jurídico dejado por la guerra, que, sin embargo, acabó dando lugar en 1947 a un sistema político muy parecido al de la Tercera República francesa. La votación de la Asamblea Nacional del 10 de julio de 1940 había suspendido en la práctica la Constitución al conceder al mariscal Philippe Pétain plenos poderes y encargarle la redacción de una nueva, que nunca llegó a promulgarse. La inestabilidad e impotencia de Francia durante la Tercera República y la derrota militar que se le imputaba a esta y la dictadura posterior habían desprestigiado ambos sistemas, si bien el rechazo era mayor por el autoritarismo, más reciente.
En general, los partidos políticos habían quedado muy debilitados tras la derrota militar, pero fueron reconstituyéndose a lo largo de la guerra, frustrando fundamentalmente el surgimiento de un nuevo gran partido ligado a la resistencia. Sin embargo, los partidos que parecían vinculados a esta se beneficiaron en un primer momento del rechazo al pasado y la búsqueda de un modelo, alejado los valores que en los que se habían basado tanto la Tercera República como el Gobierno de Vichy. Tanto los Estados Unidos como la Unión Soviética —el primero tenido por modelo de libertad, de democracia y de prosperidad económica tras cinco años de penurias, el segundo como gran vencedor del nazismo y campeón de la justicia social— fueron los nuevos ideales de renovación para el país.
Los principales partidos de entreguerras, el radical socialista, la Alianza democrática y la Federación republicana —estos últimos representantes de la derecha parlamentaria—, fueron resucitados con gran esfuerzo en los años finales de la contienda, fundamentalmente para incluirlos en el Consejo Nacional de la Resistencia y reforzar así la legitimidad de la Francia Libre ante los aliados anglosajones. Los resistentes se encuadraron fundamentalmente en el Partido Comunista Francés, la Sección Francesa de la Internacional Obrera —el partido socialista—, el nuevo Movimiento Republicano Popular y, en menor medida y como consecuencia del fracaso del intento de transformar el partido socialista en uno cercano al laborismo británico, la Unión Democrática y Socialista de la Resistencia (UDSR). Estos partidos recibieron el respaldo mayoritario de la población en la posguerra, como fue palmario ya desde las primeras elecciones, las municipales de abril y mayo de 1945. El Movimiento Republicano Popular (MRP) se originó en noviembre de 1944 también por el rechazo mayoritario del partido socialista a abandonar su tradicional anticlericalismo y a fusionarse con el elemento cristiano de la Resistencia. Su fuerza se debió a una serie de factores: su vinculación con la Resistencia —que arrinconó a la UDSR—, su supuesta cercanía al general De Gaulle y, paradójicamente para un partido que se presentaba como cristiano de izquierdas pese a su imagen democratacristiana, el respaldo de los votantes de la derecha, atemorizados por el comunismo y que vieron en él una defensa frente a este. La derecha clásica había quedado muy desacreditada por su apoyo al régimen de Vichy; parte de los partidos derechistas tradicionales desaparecieron y los nuevos no lograron agrupar en principio al grueso de los votantes. Mismo descrédito sufrían los radicales, identificados con la impotencia parlamentaria de la Tercera República, símbolos del pasado, con parte de su prensa desaparecida y con numerosos dirigentes inhabilitados.

### Primeras elecciones y rivalidad política
Los primeros comicios fueron el referéndum del 21 de octubre de 1945, en el que los franceses optaban por mantener o no la Tercera República y, en caso de no hacerlo, decidir los poderes de la Asamblea Constituyente que fundaría la nueva república. Las francesas obtuvieron por fin el derecho a votar precisamente en ellos. La opción por redactar una nueva Constitución obtuvo un apoyo abrumador: un 96 % de votos favorables, que comportó el abandono de las instituciones de la Tercera República. La limitación de los poderes de la Asamblea, defendida por De Gaulle, el MRP y los socialistas principalmente por temor a la imposición de un régimen comunista, también fue aprobada, si bien por un respaldo menor (66 %). Las primeras elecciones parlamentarias desde 1936 se celebraron el mismo día y dieron por resultado un gran cambio respecto a la situación prebélica: los tres partidos con una imagen de vínculo estrecho con la Resistencia (MRP, SFIO y PCF) lograron una amplia mayoría (73,5  de los sufragios). La izquierda marxista, comunistas y socialistas, creció notablemente, del 35 % de los votos en 1936 al 49,6 % en 1945, rozando la mayoría absoluta. Contaba con mayoría absoluta de escaños en la Asamblea, fundamentalmente por el gran aumento del respaldo al PCF, que dobló sus apoyos y devino el primer partido del país. Este crecimiento coincidió con una mengua palmaria del apoyo al centro izquierda (radicales y otros grupos afines) y de un descenso, menor, del respaldo a la derecha, muchos de cuyos votos fueron a parar al MRP en vez de a los partidos tradicionales. Otro cambio importante respecto de la situación en la Tercera República fue la concentración del voto en tres partidos, mucho mejor estructurados y disciplinados en el voto parlamentario que los antiguos, dados a las luchas internas entre clanes.
Pronto surgió, empero, un conflicto entre los tres partidos vencedores en los comicios y el general De Gaulle, si bien el choque enfrentó fundamentalmente a este con el PCF. La disensión se originó en las distintas concepciones del poder político: los partidos preferían que este residiese en la Asamblea Nacional —un modelo parlamentario—, mientras que De Gaulle abogaba por la creación de un Gobierno dotado de gran poder ejecutivo y una Asamblea limitada a su papel legislativo y supervisor del gabinete. La lucha entre ambos modelos duró de noviembre de 1945 a enero de 1946 y se saldó con la dimisión del general.
El primer Gobierno fue de coalición de los tres grandes vencedores de las votaciones, ante la negativa de los socialistas a formar una liga exclusivamente con los comunistas, de los que temían que tratasen de implantar un sistema de «democracia popular» como ya estaba sucediendo en algunos países de la Europa oriental. La Asamblea nombró presidente del nuevo Gobierno al general De Gaulle, por unanimidad, el 13 de noviembre. Las tensiones aparecieron de inmediato: los comunistas exigieron, en virtud de su victoria electoral, un tercio de los puestos del Consejo de Ministros y uno de los tres ministerios claves (Interior, Defensa y Asuntos Exteriores). No lo lograron ante la negativa del general y hubieron de contentarse con cinco carteras (ninguna de las tres ansiadas), si bien con importantes competencias económicas y sociales (ministerios de Economía Nacional y Trabajo).

### Dimisión de De Gaulle y nueva Constitución
La diferencias entre De Gaulle y el la Asamblea Constituyente se evidenciaron con los primeros proyectos legislativos, que claramente las distintas concepciones sobre la estructura política. De Gaulle, cada vez más insatisfecho con lo que consideraba intromisión parlamentaria en la labor del Gobierno y con el rumbo que estaba tomando la redacción de la nueva Constitución, que parecía que iba a consagrar la preponderancia de las Cortes, dimitió el 20 de enero de 1946, con la vana esperanza de que la amenaza de retirarse le permitiese imponer sus puntos de vista. No fue así, ni la opinión pública ni los partidos exigieron su vuelta y la redacción de la Constitución quedó por lo tanto en manos de los partidos políticos, que dominaron la política de la nueva república.
La marcha de De Gaulle y la nueva negativa socialista a formar un nuevo Gobierno solamente con los comunistas dio lugar a un nuevo gabinete de liga entre los tres grandes partidos del momento: PCF, SFIO y MRP. Este último permaneció en el Gobierno como una especie de oposición interna a los dos partidos marxistas, cuya actividad deseaba controlar y limitar. El nuevo Gobierno surgió así como una alianza conflictiva, con un presidente escogido principalmente por su probada capacidad de mediación ―el socialista Félix Gouin, hasta entonces presidente de la Asamblea Constituyente― ante la previsión de desavenencias en el seno del Consejo de Ministros. La fortaleza de los partidos y la debilidad del cargo de presidente del Gobierno quedó plasmada nuevamente en la forma en que se formó el gabinete: Gouin no escogió a los ministros, sino que se limitó a asignar los ministerios a los tres partidos coligados, para que fuesen ellos los que escogiesen a los que compondrían el Consejo de Ministros. El poder quedó en la práctica en manos de los dirigentes de los partidos, que dominaban los grupos parlamentarios —meros representantes de sus organizaciones políticas respectivas—.
El borrador de la nueva Constitución casi quebró la nueva alianza por las diferencias entre los tres socios de gobierno. Socialistas y comunistas propugnaban la creación de un Parlamento unicameral que elegiría tanto al presidente de la república como al del Gobierno, mientras que el MRP que tal preponderancia parlamentaria, unida a una posible mayoría de los partidos marxistas, permitiese la instauración de una «democracia popular» de forma legal. El partido radical también se opuso al borrador y formó una nueva agrupación de centroizquierda, la Agrupación de Izquierdas Republicanas (RGR). La Asamblea aprobó finalmente la redacción de la Constitución (por 309 votos a 249), pero el resultado del referéndum posterior fue negativo: el 53 % de los votantes lo rechazó. La campaña de temor a la eventual instauración de un régimen comunista resultó efectiva y se sumó a la apatía de la SFIO, que hizo una defensa desganada del proyecto constitucional.
Los comicios de junio de 1946 trajeron una mengua de la izquierda por la pérdida de votos de los socialistas (un 2 %): ambos partidos dejaron de tener la mayoría de los escaños en la Asamblea Constituyente. Por su parte, el MRP creció y quedó como primer partido del país. El crecimiento de la derecha permitió a Georges Bidault, de la MRP, presidir el nuevo Gobierno que se formó tras las elecciones, pero no poner fin a la alianza tripartita, ante la negativa de los radicales a entrar en el Consejo de Ministros. El MRP sí pudo imponer a socialistas y comunistas algunos cambios en el proyecto de Constitución, fundamentalmente la aceptación de una segunda cámara y de conceder ciertos poderes al presidente de la república. De Gaulle emprendió una decidida campaña contra este segundo proyecto constitucional, abogando por un modelo fundamentalmente presidencial. Esta oposición comportó la ruptura entre el general y el MRP, que hasta entonces se había presentado como el partido que reflejaba más fielmente las opiniones de aquel, y que quedó limitado a partir de entonces a defender posiciones esencialmente democristianas.
El nuevo proyecto de Constitución obtuvo un amplio apoyo parlamentario (443 votos favorables frente a los 106 negativos), pero una pequeña mayoría en el referéndum posterior: un 53 % de los votos, con una abstención bastante mayor que en la anterior votación (un tercio del censo). La nueva Constitución dio a la Asamblea Nacional —la Cámara Baja— el papel central en la política francesa: elegida mediante sufragio universal, con un mandato de un lustro, tenía un poder legislativo absoluto —el Gobierno no podía promulgar decretos leyes— y elegía y destituía al Gobierno. La Cámara Alta, el Consejo de la República, era una mera institución consultiva, sin poder para limitar las decisiones de la Cámara Baja y cuyos miembros se elegían mediante un complejo método, sin participación directa de los votantes. El presidente de la república contaba con poderes algo mayores, fundamentalmente el de elegir al presidente del Gobierno y con ello, orientar hasta cierto punto la política gubernamental; su mandato era además algo mayor que el de los diputados —siete años y no cinco— lo que le concedía cierta independencia respecto de la Asamblea Nacional que, sin embargo, lo elegía conjuntamente con el Consejo de la República. La Constitución no privaba de prerrogativas al presidente del Gobierno, que ostentaba la dirección del poder ejecutivo, pero la costumbre las hizo inoperantes. La Constitución disponía que el presidente de la república designase al del Gobierno y que este obtuviese el refrendo mayoritario de la Cámara Baja para sí y su programa, sin que aún hubiese formado un gabinete, pero ya el primer presidente del Gobierno de la nueva república instauró la costumbre de volver a solicitar el respaldo parlamentario para el Gobierno en su conjunto, una vez escogidos los ministros. Se implantó así de hecho, y no por exigencia legal, la «doble investidura», que duró hasta que en 1954 se volvió a adoptar el sistema de la Tercera República: la aprobación del Gobierno al completo y no únicamente de su presidente. Otro procedimiento que se fijó por la práctica y no debido a exigencias constitucionales fue el de la destitución de los Gobiernos: no se usó la posibilidad de la moción de censura y la cuestión de confianza de empleó de manera diferente a lo dispuesto en la ley: si esta exigía una mayoría absoluta de votos desfavorables para se aprobase la destitución, a menudo una relativa bastó para que los gabinetes dimitiesen. En la práctica, el Consejo de Ministros quedó sometido a la Asamblea Nacional, pese a la posibilidad teórica de que aquel la disolviese, que quedaba muy limitada por las condiciones que se exigían para ello. Si bien finalmente la Cuarta República acabó asemejándose a la Tercera en cuanto a la debilidad del poder ejecutivo y la inestabilidad de los sucesivos Gobiernos, ello no se debió esencialmente a la nueva Constitución, sino al fin del tripartismo para la que estaba adaptada y por las acciones de los responsables políticos, que tendieron a reproducir las conductas de la república anterior.

### Política interior

#### Retos de la nueva república
La república hubo de afrontar una complicada situación, herencia de la derrota militar, la ocupación y los combates de la liberación. Hubo de tratar de reparar los estragos de la contienda, resolver la grave crisis social, emprender la recuperación económica y adoptar una nueva política exterior. Sus principales retos, no obstante fueron los de la época: el comienzo de la Guerra Fría y la descolonización, que le afectaron intensamente, a diferencia de lo que ocurrió con otros países vecinos, como consecuencia del poderío del Partido Comunista Francés y la posesión de colonias. La división popular, la debilidad de las instituciones y la acumulación de problemas, en especial los sucesivos conflictos coloniales, terminaron por agotar la resistencia de la cuarta república, que dio paso la quinta.

#### Estructura política
El sistema político de la cuarta República francesa era parlamentario y el centro del poder lo ostentaba la Asamblea Nacional de Francia, la Cámara Baja de un sistema bicameral en el que la Cámara Alta era el Consejo de la República. La Asamblea tenía el poder legislativo y dominaba el ejecutivo, pues el nombramiento del presidente del Gobierno dependía de su aprobación por mayoría absoluta, si bien el candidato que se presentaba ante ella era elegido por el presidente de la república, casi desprovisto de otros poderes. Las acciones de este debían contar con la firma tanto del presidente del Gobierno como con la del ministro del ramo correspondiente. Lo elegían las dos cámaras parlamentarias conjuntamente, para un mandato de siete años. Las comisiones parlamentarias que vigilaban la actividad ministerial también eran habituales. El presidente del Consejo de Ministros elegía a sus ministros, a los que podía cambiar a voluntad.

#### Situación política
Casi la mitad de la población votaba a partidos hostiles a la cuarta república: comunistas (el Partido Comunista Francés era el principal del país) y gaullistas. El desencanto con la situación política era amplio y la cuarta república no contaba con el decidido apoyo de ninguna clase social. La Constitución no había suscitado gran respaldo popular y se había aprobado por escasa mayoría, con abundante abstención. Casi el total de la población criticaba la continua inestabilidad gubernamental, que se reflejó en la corta duración media de los gabinetes: siete meses. La Constitución se había hecho a medida de un fenómeno pasajero: el dominio de la liga entre comunistas, socialistas y republicanos populares que terminó cuando los primeros abandonaron el Consejo de Ministros en mayo de 1947. A esto se sumaba la debilidad de los abundantes partidos políticos, con escasos afiliados en comparación con los de otras naciones vecinas como el Reino Unido o la Alemania occidental y el sistema de asignación de escaños cuasi proporcional.

#### Evolución política

##### Principio de la nueva república y fin del tripartismo
Lo dispuesto en la nueva Constitución de 1946 se implantó entre noviembre de ese año y enero del siguiente. La primera Asamblea Nacional de la nueva república se eligió en los comicios del 10 de noviembre de 1946, que confirmaron la preponderancia parlamentaria del PCF y la MRP. El primero volvió a encabezar los resultados, en parte por la división del voto del MRP. El SFIO siguió perdiendo votos, consecuencia de las disensiones internas evidenciadas en el congreso del verano, y su debilitamiento y la cierta recuperación de los partidos tradicionales de la Tercera República, radicales y moderados, peor estructurados, permitió a estos recobrar importancia.
Paradójicamente, el nuevo Gobierno surgido de las elecciones fue exclusivamente socialista y lo presidió Léon Blum, ante el fracaso de otros candidatos. El primer presidente de la república se eligió el 16 de enero de 1947 y fue el socialista Vincent Auriol, que obtuvo una gran mayoría merced al apoyo de los comunistas. El Gobierno de Blum apenas sobrevivió a la elección presidencial y dimitió a final de mes. Auriol designó al socialista y veterano parlamentario de la anterior república Paul Ramadier para presidir el siguiente gabinete. Su Gobierno, muy sometido a los partidos, marcó en esto a los posteriores, así como en demostrar que existía una mayoría alternativa a la de los tres partidos que habían dominado la posguerra: logró incluir en el Consejo de Ministros siete responsables ajenos a estos —dos de la UDSR, tres radicales y dos independientes—. Nuevamente, los ministros fueron escogidos por los partidos que formaron la coalición gubernamental y no por el presidente, que se sometió a la «doble investidura».
Por otra parte, la cohesión de la liga tripartita comenzaba a resquebrajarse a comienzos de 1947, alejando al PCF de sus otros socios, fundamentalmente por desavenencias en asuntos económicos y coloniales. El PCF había acordado con la SFIO y el MRP la contención de los salarios para evitar fomentar la inflación, pese al aumento continuo de los precios, la escasez de carbón y de materias primas y el racionamiento, que atizaban el descontento de la opinión pública. Sin embargo, el MRP aceptó por sorpresa durante el verano un incremento del 25 % de los salarios, gesto que animó al PCF a respaldar las protestas para no aparecer menos empático con el mundo obrero que su socio de Gobierno. Las huelgas de la primera de 1947 contaron así con el apoyo del PCF y de la CGT y los parlamentarios comunistas no solo cuestionaron la oposición del Gobierno a las reivindicaciones salariales de los huelguistas, sino que acabaron votando contra él en la moción de confianza del 4 de mayo, pese a formar parte de él. Esta votación supuso la ruptura de la liga tripartita y, con ella, el debilitamiento de las instituciones que se habían creado basándose en que perduraría. A estos desacuerdos se sumó la disensión sobre la situación colonial en el que el colonialismo del MRP se impuso a la voluntad de negociación con los diversos grupos nacionalistas del PCF, minoritario ante el respaldo que la SFIO dio a la MRP en estos asuntos. Los rasgos típicos de las guerras coloniales que acontecieron durante la Cuarta República se fijaron ya a comienzos de 1947, para Indochina: negativa a parlamentar con el enemigo hasta conseguir la victoria militar y rechazo de la representatividad de este. La represión de los nacionalistas que ya había comenzado en Indochina a finales de 1946 se repitió en marzo de 1947 en Madagascar; los comunistas, salvo los ministros, votaron en contra de los créditos bélicos que solicitó el Gobierno. Si las diferencias en política económica originaron la destitución de los ministros comunistas el 5 de mayo, fue la Guerra Fría la que impidió fundamentalmente que retornasen al Gobierno hasta 1981. Por entonces, la destitución pareció un percance pasajero y tanto comunistas como socialistas pensaban que el PCF volvería pronto a ingresar en el Consejo de Ministros; el acontecimiento marcó, sin embargo, el momento en el que la Guerra Fría empezó a influir en la política francesa y que supuso el apartamiento del poder de los comunistas durante un cuarto de siglo. Por añadidura, la actitud conciliadora del PCF, que llegó incluso a que Maurice Thorez viese en el Plan Marshall una medida positiva para el desarrollo económico francés, no sobrevivió al agravamiento de la Guerra Fría en septiembre de 1947. En el congreso fundador del Cominform, al PCF se le reprochó acerbamente su moderación y hubo de asumir la nueva línea expuesta por Andréi Zhdánov. El PCF asumió una actitud de intensa oposición: rechazo del plan Marshall, tildado de instrumento del imperialismo estadounidense, crítica de la política exterior y de la participación francesa en la «contención» estadounidense a la expansión comunista en Indochina y uso del descontento económico y social de la población para hostigar al Gobierno.
René Coty sucedió a Vincent Auriol en el cargo de presidente de la república tras una complicada elección que requirió trece votaciones en enero de 1954.
El descalabro francés en la batalla de Dien Bien Phu precedió en un mes la dimisión del Gobierno de Joseph Laniel el 12 de junio de 1954, tras casi doce meses de administración. La derrota debilitó la influencia de la metrópoli en las colonias y desató las críticas a la política colonial de la posguerra en Indochina. Las negociaciones de paz con el Vietminh continuaban en Ginebra mientras el Francia se buscaba un nuevo primer ministro y la jefatura militar temía la aniquilación del cuerpo expedicionario francés en Indochina si no concluía pronto la guerra.

##### «Tercera fuerza»
Al dominio político de la alianza tripartita formada por el MRP, la SFIO y el PCF le siguió el de otra liga política: la llamada «tercera fuerza», que imperó de 1947 a 1952 y que se opuso a las otras dos «fuerzas», el PCF y el nuevo partido gaullista, la Agrupación del Pueblo Francés (RPF).
En 1947 y 1948, el Gobierno hubo de afrontar una serie de huelgas espontáneas causadas por la carestía de la vida y la negativa de la patronal y del gabinete a aceptar las reivindicaciones salariales. El PCF y la CGT —dominada desde 1945 por los comunistas— habían tratado de canalizar las protestas hasta entonces, pero pasaron a atizarlas, añadiendo a las reclamaciones económicas otras políticas. La gran oleada de huelgas se verificó en un ambiente de gran violencia, casi de guerra civil a finales de 1947. Graves sabotajes —apagado de algunos altos hornos, inundación de minas y cortes de líneas férreas— acompañaron a las huelgas, pero el Gobierno acentuó la tensión por la actuación del ministro del Interior y la amenaza de uso dele ejército. Parte de la opinión pública creía erróneamente que el PCF trataba de utilizar el descontento popular para llevar a cabo una revolución. La enérgica actuación gubernamental logró fracturar el movimiento huelguístico y luego desbaratarlo a comienzos de 1948, si bien hubo un repunte de menor importancia en el otoño de ese año.
Las huelgas tuvieron, empero ciertas importantes consecuencias: la fragmentación de la CGT ante la escisión de los que se habían opuesto a las reivindicaciones políticas defendidas fundamentalmente por los comunistas, que fundaron la Confederación General del Trabajo - Fuerza Obrera (CGT-FO), cuyos principales apoyos fueron parte de los funcionarios; el aislamiento social y político del PCF, visto por parte de la población como un partido «extranjero», sensación que se acentuó tras el «golpe de Praga» de febrero de 1948; el debilitamiento de las instituciones políticas republicanas ante el apartamiento del PCF del poder, que requirió nuevas mayorías y que conllevó una derechización gubernamental. Moderados y radicales recobraron parte de su antigua influencia y la SFIO pasó se ser el eje central de las coaliciones a constituir su fracción más izquierdista.
A la nueva hostilidad comunista se sumó la gaullista: tras el magro resultado de la Unión Gaullista que no contó con el apoyo explícito del general en las elecciones de noviembre de 1946 (3 % de los sufragios), De Gaulle decidió intervenir y crear la Agrupación del Pueblo Francés (RPF, 14 de abril de 1947) con un programa fundamentalmente anticomunista y de cambio hacia un modelo autoritario de las instituciones de la república. El nuevo partido, que atrajo numerosos afiliados —al menos unos cuatrocientos mil, un millón según la propia RPF—, se presentaba como abierto a todo ciudadano y permitía la pertenencia a otras formaciones políticas. La fuerza del nuevo partido se plasmó en los resultados de las elecciones municipales de 1947, en las que obtuvo una gran mayoría en los municipios de más de nueve mil habitantes: un 28 % en sus propias listas y un 40 % en coalición. Las trece principales ciudades del país y cincuenta y dos prefecturas quedaron en sus manos. Sin embargo, la RPF seguía contando con escasos apoyos en la Asamblea Nacional y tenía que esperar hasta 1951 para medir sus fuerzas en los comicios legislativos, ante la negativa de la Cámara Baja a disolverse. Por su parte, De Gaulle negó a sus partidarios la posibilidad de participar en lo que consideraba «el sistema». La consecuencia fue el lento debilitamiento del partido a partir de 1949.
Con todo, las dos fuerzas opositoras contaban juntas con una mayoría de los votos —alrededor del 28 % cada una— y dejaban la república en una situación precaria. El MRP y la SFIO tenían que contar a partir de entonces con sustitutos para los votos perdidos del PCF: lo hicieron integrando en el Gobierno a los radicales, que contaban con setenta diputados. Esta nueva liga gubernamental centrista recibió el nombre de «tercera fuerza» y en ella participaron también en ocasiones los moderados, ante la fragilidad del apoyo radical. Fue una alianza de circunstancias entre las fuerzas políticas partidarias de la Cuarta República, que abarcó desde los socialistas a los moderados, que apenas compartían más que la defensa de las instituciones y a los que separaban numerosas cuestiones sociales y económicas. Estas causaron la caída de casi todos los gabinetes de la primera legislatura (1946-1951) y la inestabilidad gubernamental. La SFIO llevó la peor parte en el conflicto político y los sucesivos Gobiernos mostraron una clara evolución económica y social hacia la derecha y de desmantelamiento progresivo de las medidas dirigistas de la posguerra. El deseo de evitar una crisis de régimen hizo que los socialistas acabasen respaldando Gobiernos cuya política económica censuraban. La inestabilidad de la coalición gubernamental hacía que los gabinetes perdurasen fundamentalmente mediante la inacción —para no desencadenar los desacuerdos internos dada las diferencias en política económica y social entre los coligados— y la adopción de una actitud anticomunista. Paradójicamente, la inacción, especialmente notable durante el Gobierno del radical Henri Queuille, favoreció la supervivencia de la Cuarta República, al evitar los conflictos internos y retrasar las elecciones del Consejo de la República y las cantonales para fomentar el debilitamiento de la RPF.

##### Segunda legislatura
El deseo de evitar una mayoría comunista y gaullista que podía poner en peligro la Cuarta República y los equilibrios internos de la «tercera fuerza» impulsaron la reforma de la ley electoral que debía aplicarse para las nuevas elecciones legislativas de 1951. La nueva ley mezcló el sistema proporcional (preferido por el MRP) y el mayoritario (con el objetivo de socavar al PCF). La nueva ley otorgaba el total de los escaños de una circunscripción a la liga de partidos que se presentasen por separado, pero oficialmente confederados y que obtuviesen en conjunto la mayoría absoluta de los votos. Pretendía aprovechar la posibilidad de los partidos de la «tercera fuerza» para aliarse y la dificultad del PCF para hacerlo y obligar a la RPF a aceptar coligarse con otros partidos para evitar la derrota electoral. Esta alianza eventual de la RPF debía permitir con el tiempo incluirlo en la liga gubernamental y poder prescindir así de la SFIO. Finalmente, la negativa de De Gaulle a pactar con los otros partidos y la falta de unión total entre los de la «tercera fuerza» limitó el perjuicio que la nueva ley pretendía infligir al PCF y a la RPF, sin dejar por ello de beneficiar a los partidos favorables a la Cuarta República. Los principales beneficiaros fueron el RGR y los moderados, con muchos más escaños que votos y, en menor medida, la SFIO, que perdió sufragios pero conservó esencialmente su representación en la Asamblea. La MRP quedó muy debilitada por el auge de la RPF. En la práctica, la negativa a que los comunistas entrasen en el Gobierno y el rechazo del RPF a hacerlo volvieron a impulsar la formación de una nueva liga de las formaciones de la «tercera fuerza», única combinación que permitía asegurar la mayoría en la Asamblea, pese a la oposición de sus componentes, deseosos de abandonar la fórmula de amplia coalición de partidos muy dispares.

### Política exterior y colonial

#### De la hostilidad hacia Alemania al anticomunismo de la Guerra Fría
La principal preocupación de la política exterior francesa en la posguerra fue garantizar el debilitamiento de Alemania, postura que contó con la colaboración soviética, pero no con la del Reino Unido y los Estados Unidos. Para los responsables de la política exterior francesa, Alemania debía quedar dividida, su industria debía ser desmantelada, Renania debía formar un Estado independiente y el Sarre tenía que ser cedido a Francia. El anuncio de la Doctrina Truman el 15 de marzo de 1947 y la agudización de la Guerra Fría, desbarataron la liga franco-soviética respecto de Alemania, pues Francia tomó partido por los estadounidenses, si bien esperando que las desavenencias soviético-estadounidenses fuesen pasajeras. Stalin, por su parte, propuso la reunificación alemana en abril, con la esperanza de que beneficiase a los comunistas, actitud contraria a la que defendía Francia.
La Guerra Fría suscitó un anticomunismo gubernamental basado tanto en los acontecimientos externos (golpe de Praga, bloqueo de Berlín y guerra de Corea) como internos (las grandes huelgas de 1947-1948). Esto dejó en segundo plano la preocupación por Alemania y dio a la defensa de la república frente a una supuesta amenaza soviética la primacía en la política exterior del país. En 1948, Francia empezó a buscar una alianza con los Estados Unidos, especialmente una protección militar ante los soviéticos. Las negociaciones dieron lugar al Tratado del Atlántico Norte del 4 de abril de 1949, que ligó a varios países europeos con los Estados Unidos y Canadá y dio ligar a la OTAN. La necesidad de contentar a los estadounidenses impelió a los mandatarios franceses a aceptar a regañadientes la unión de las tres zonas occidentales de ocupación de Alemania —germen de la futura República Federal de Alemania— y la creación de la Organización Europea para la Cooperación Económica (OECE), encargada de coordinar el reparto de la ayuda estadounidense del Plan Marshall. Paradójicamente, la presión estadounidense suscitó la adopción de una posición favorable a la Unión Europea, en especial del MRP —tanto para conseguir una identidad clara para el partido tras el surgimiento de la RPF que le privó de la gaullista como para tratar de encabezar un proceso que consideró inevitable—. El rechazo británico a aumentar la unión política entre las naciones europeas hizo, empero, que el fruto de los esfuerzos de Robert Schuman quedase limitado a la creación del Consejo de Europa (mayo de 1949). Francia tuvo también un papel primordial en la fundación de la Comunidad Europea del Carbón y del Acero y de la fallida Comunidad Europea de Defensa que conllevaban un resurgimiento industrial y militar alemán, pero en un marco europeo de control.

#### Política colonial
La política colonial francesa tuvo un vínculo estrecho con la política exterior anticomunista que adoptó el país. La ruptura de la liga tripartita en el 1947 eliminó el contrapeso a la política colonialista nacionalista del MRP, que contrastaba con su europeísmo y que contó con el respaldo de los radicales, defensores del imperio, de los moderados y, en la práctica, de los socialistas. Para los Gobiernos de la «tercera fuerza», las concesiones a los movimientos nacionalistas de las colonias favorecían en el fondo a los comunistas y presentaron la oposición a la descolonización como una contribución francesa a la lucha contra el expansionismo soviético. Adoptaron pues una política de firme oposición a los nacionalismos, que casi no suscitó oposición en Francia.
En Marruecos, el gobernador trató de obtener la condena del Istiqlal, partidos nacionalista, por parte del sultán Mohammed V. En Túnez, el nuevo gobernador hizo detener a comienzos de 1952 a los miembros del Gobierno tunecino, lo que desató una crisis entre la colonia y la metrópoli. En Argelia, el nuevo gobernador general socialista se encargó de amañar las elecciones de enero de 1948 a la asamblea regional para que fuesen elegidos diputados afectos a la administración colonial, arrumbando a los partidos nacionalistas, que habían demostrado contar con gran apoyo popular en las municipales del año anterior. En Indochina, el anticomunismo gubernamental llevó a rechazar parlamentar con Ho Chi Minh y a buscar un interlocutor alternativo en el exemperador Bao Dai, al que se concedió lo que se había negado a aquel en 1946: unión de los territorios mayoritariamente vietnamitas (Tonkín]], Annam y Cochinchina) e independencia en el seno de la Unión Francesa. En teoría, a partir de 1949 los franceses combatían en Indochina al servicio de Vietnam. La situación militar empeoró claramente tras la victoria comunista en la guerra civil china que le permitió al Viet Minh obtener ayuda militar y pasar de las acciones guerrilleras a ofensivas militares de mayor porte. Al mismo tiempo, la guerra de Corea permitió a los franceses obtener ayuda estadounidense para la guerra indochina: en 1951, los Estados Unidos se comprometieron a sufragar la mitad de los costes de las operaciones en Indochina, al considerar la guerra no ya como un conflicto colonial, sino como una guerra anticomunista. La actitud de la opinión pública respecto a esta guerra —considerada como lejana y en la que combatían soldados profesionales y voluntarios y no reclutas— cambió en 1950, como consecuencia del descalabro de Cao Bang.

## Economía y sociedad
Los tres partidos coligados tras la dimisión de De Gaulle pactaron aplicar el programa económico y social del Consejo Nacional de la Resistencia, que comportaba una serie de nacionalizaciones y la implantación de una economía dirigida en parte desde el Estado. Así, aprobó un plan quinquenal de modernización y equipamiento y se nacionalizaron el gas, la electricidad los seguros y las cuencas hulleras, pero no los bancos de negocios, por la oposición de la MRP.
La principal fuente de energía de la Francia de la cuarta república fue el carbón (74 % de la producción energética nacional en 1950). El aumento del consumo energético y la dificultad de acrecentar la producción carbonera hizo que se fomentasen otras fuentes energéticas, en especial la hidráulica y la petrolera. El deseo de acrecer la primera hizo que se construyesen nuevas presas en el Rin, el Ródano, el Duranza y en los Alpes. La segunda creció rápidamente: en 1950 aportaba el 16 % de la energía del país; en 1960 el 25 %.
Algunas industrias crecieron notablemente: la automovilística y la química doblaron su producción entre 1952 y 1958. Algunos sectores de la segunda aumentaron todavía más: se triplicó la producción de abonos de fosfatos, se quintuplicó la de tejidos sintéticos y se sextuplicó la de plásticos. La primera pasó de fabricar medio millón de automóviles en 1952 al millón en 1958.
Los nuevos artículos de consumo y electrodomésticos eran aún más una novedad que bienes de uso extendido: solamente el 7% de los hogares contaba con frigorífico, un 5 % con lavavajillas y un 20 % con automóvil en 1954. El número de coches particulares no llegaba al millón por la misma fecha.
Un tercio de la población vivía aún en municipios de menos de dos mil habitantes y un cuarto de la población trabajaba en la agricultura. La transformación del país de rural en urbano continuaba; en un siglo las proporciones entre la población rural y la urbana se invirtió: en 1872 el 68 % de los franceses vivían en poblaciones de menos de dos mil habitantes y el 32 % en poblaciones mayores, porcentajes que se invirtieron en 1975. La población rural ya era minoritaria en 1954, si bien todavía muy copiosa (el 44 % en 1954).
La estructura familiar seguía consistiendo en el matrimonio de hombre y mujer y sus hijos. No estaba bien vista la vida en pareja sin pasar por el matrimonio y los divorcios eran escasos (unos treinta mil en 1955). Las mujeres que trabajaban fuera del hogar eran una minoría menguante: el 46 % en 1966 y el 36 % en 1968. El modelo social para la mujer era el del ama de casa sin actividad profesional dedicada a la educación de los hijos. Los métodos anticonceptivos no podían publicitarse debido a una ley de 1920 y el aborto se consideraba un crimen, pese a que se calcula que se realizaban varios cientos de miles de manera clandestina, en general con una ausencia total de higiene.
La vivienda era en general deficiente y antigua: un 70 % de las casas se habían construido antes de 1914 y el 41 % de ellas carecía de agua corriente. El 72 % carecía de retretes propios y el 89 % no tenía ni ducha ni bañera. El 50 % de las familias vivían en casas demasiado pequeñas y el 23 % habitaba hacinada en residencias con más de tres personas por habitación. La modernización de la agricultura, el crecimiento de la industria y del sector terciario fomentaban el éxodo rural y la expansión paralela de las ciudades. París había pasado de los seis millones setecientos mil habitantes de 1936 a los siete millones trescientos mil de 1954.
La sociedad francesa de finales de la cuarta república era de consumo incipiente, pero de productos para mejorar la calidad de vida: elementos sanitarios (retretes, duchas, calefacción), textiles (ropa, cortinas, sábanas), etc. El consumo crecía a un ritmo medio anual del 6 %, mayor que el de la inversión, la producción o los beneficios, cada vez más dependiente del crédito; los préstamos bancarios se triplicaron en unos años. Los ingresos eran en general modestos, menores que los de otros países occidentales desarrollados y un 45 % de la población tenía problemas para llegar a fin de mes. Las vacaciones pagadas no superaban las dos semanas anuales y solamente uno de cada cinco franceses las pasaba fuera del domicilio. Los equipamientos deportivos eran escasos, pese a la popularidad del deporte entre la población.
Los avances científicos y la implantación de la seguridad social mejoraron la situación de salud general, especialmente de los desfavorecidos, y la esperanza de vida, que había pasado de los cuarenta y cinco años a finales del siglo XIX a los setenta para las mujeres y los sesenta y tres para los hombres en 1950.
El paro era mínimo: un 1,6 % de la población activa (unos trescientos diez mil franceses) en 1953. La abundancia de empleo y el rechazo de la población por algunos puestos favorecía la inmigración, que suponía el 4 % de la población (701 411 personas), un  80 % de la cual era de origen europeo (italiano, portugués, español, polaco y yugoslavo principalmente).

## Primeros ministros
| Primer ministro          | Comienzo                 | Partido |
| ------------------------ | ------------------------ | ------- |
| Paul Ramadier            | 22 de enero de 1947      | SFIO    |
| Robert Schuman           | 24 de noviembre de 1947  | MRP     |
| André Marie              | 26 de julio de 1948      | Radical |
| Robert Schuman           | 5 de septiembre de 1948  | MRP     |
| Henri Queuille           | 11 de septiembre de 1948 | Radical |
| Georges Bidault          | 28 de octubre de 1949    | MRP     |
| Henri Queuille           | 2 de julio de 1950       | Radical |
| René Pleven              | 12 de julio de 1950      | UDSR    |
| Henri Queuille           | 10 de marzo de 1951      | Radical |
| René Pleven              | 11 de agosto de 1951     | UDSR    |
| Edgar Faure              | 20 de enero de 1952      | Radical |
| Antoine Pinay            | 8 de marzo de 1952       | CNIP    |
| René Mayer               | 8 de enero de 1953       | Radical |
| Joseph Laniel            | 27 de junio de 1953      | CNIP    |
| Pierre Mendès-France     | 18 de junio de 1954      | Radical |
| Edgar Faure              | 23 de febrero de 1955    | Radical |
| Guy Mollet               | 31 de enero de 1956      | SFIO    |
| Maurice Bourgès-Maunoury | 12 de junio de 1957      | Radical |
| Félix Gaillard           | 6 de noviembre de 1957   | Radical |
| Pierre Pflimlin          | 13 de mayo de 1958       | MRP     |
| Charles de Gaulle        | 1 de junio de 1958       | UNR     |